# Kamm-Languste
Die Kamm-Languste (Panulirus homarus) ist eine Art aus der Familie der Langusten.
Die maximale Körperlänge dieser Langustenart beträgt 33 Zentimeter. Sie ist wie alle Langusten nachtaktiv und versteckt sich tagsüber gerne in Spalten. Sie lebt von Stachelhäutern, Aas, Würmern und Muscheln. Ihr Lebensraum ist die Gezeitenzone, in der sie meist in einer Meerestiefe von einem bis fünf Metern gefunden wird. Sie ist gelegentlich jedoch auch in einer Meerestiefe von 90 Metern zu finden.
Die Kamm-Languste ist im Indo-Westpazifik beheimatet und kommt von Ostafrika bis Japan, Indonesien, Australien und Neukaledonien vor.
Die Langustenart wird in ihrem Verbreitungsgebiet gefangen und auf den lokalen Fischmärkten verkauft.